# Vindecy
Vindecy est une commune française située dans le département de Saône-et-Loire, en région Bourgogne-Franche-Comté.

## Géographie
Vindecy fait partie du Brionnais au sud-ouest de la Saône-et-Loire.
Vindecy est à mi-chemin entre Saint-Yan et Marcigny, en bordure de Loire.

### Climat
Pour des articles plus généraux, voir Climat de la Bourgogne-Franche-Comté et Climat de Saône-et-Loire.
En 2010, le climat de la commune est de type climat océanique dégradé des plaines du Centre et du Nord, selon une étude du Centre national de la recherche scientifique s'appuyant sur une série de données couvrant la période 1971-2000. En 2020, Météo-France publie une typologie des climats de la France métropolitaine dans laquelle la commune est exposée à un climat océanique altéré et est dans la région climatique Centre et contreforts nord du Massif Central, caractérisée par un air sec en été et un bon ensoleillement.
Pour la période 1971-2000, la température annuelle moyenne est de 10,9 °C, avec une amplitude thermique annuelle de 16,7 °C. Le cumul annuel moyen de précipitations est de 768 mm, avec 10,5 jours de précipitations en janvier et 7,2 jours en juillet. Pour la période 1991-2020, la température moyenne annuelle observée sur la station météorologique de Météo-France la plus proche, « Saint-Yan », sur la commune de Saint-Yan à 7 km à vol d'oiseau, est de 11,5 °C et le cumul annuel moyen de précipitations est de 772,4 mm. 
La température maximale relevée sur cette station est de 41,7 °C, atteinte le 31 juillet 1983 ; la température minimale est de −24,2 °C, atteinte le 9 janvier 1985,,.
Les paramètres climatiques de la commune ont été estimés pour le milieu du siècle (2041-2070) selon différents scénarios d'émission de gaz à effet de serre à partir des nouvelles projections climatiques de référence DRIAS-2020. Ils sont consultables sur un site dédié publié par Météo-France en novembre 2022.

## Urbanisme

### Typologie
Au 1er janvier 2024, Vindecy est catégorisée commune rurale à habitat très dispersé, selon la nouvelle grille communale de densité à sept niveaux définie par l'Insee en 2022.
Elle est située hors unité urbaine et hors attraction des villes,.

### Occupation des sols
L'occupation des sols de la commune, telle qu'elle ressort de la base de données européenne d’occupation biophysique des sols Corine Land Cover (CLC), est marquée par l'importance des territoires agricoles (88,1 % en 2018), en diminution par rapport à 1990 (89,5 %). La répartition détaillée en 2018 est la suivante : prairies (47,4 %), zones agricoles hétérogènes (34,9 %), eaux continentales (6,7 %), terres arables (5,8 %), zones urbanisées (3,5 %), forêts (1,7 %). L'évolution de l’occupation des sols de la commune et de ses infrastructures peut être observée sur les différentes représentations cartographiques du territoire : la carte de Cassini (XVIIIe siècle), la carte d'état-major (1820-1866) et les cartes ou photos aériennes de l'IGN pour la période actuelle (1950 à aujourd'hui).

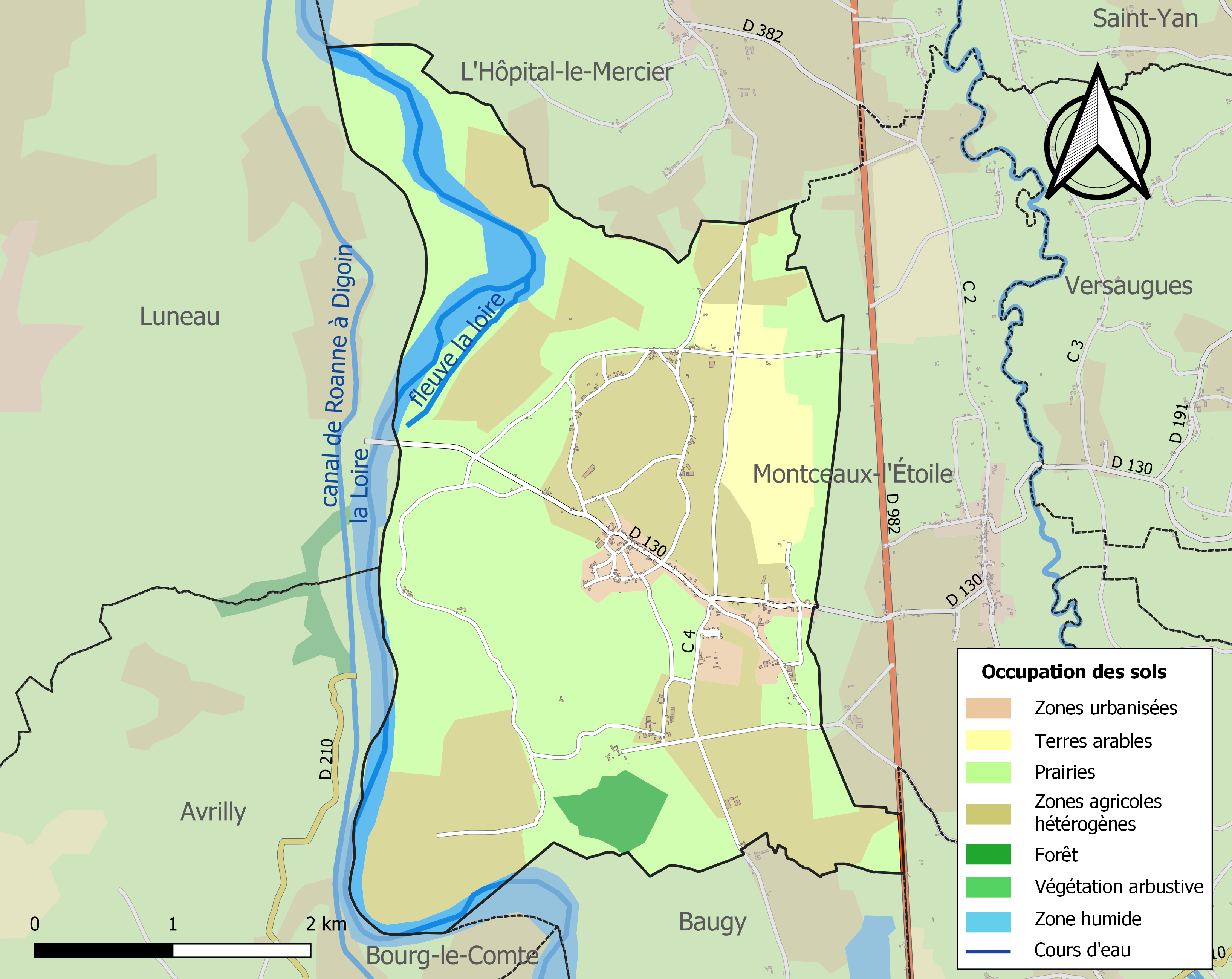
Carte des infrastructures et de l'occupation des sols de la commune en 2018 (CLC).

## Toponymie
- Vindo(s) racine gauloise de « blanc ».
- Vindonissa déesse gauloise de la fertilité.

## Histoire
Au mois d'avril 1164, le pape Alexandre III, réfugié en France délivre une bulle à l'abbaye Saint-Martin d'Autun, lui confirmant le patronage de la cure de la paroisse de Vindecy  Ecclesiam de Vindeciaco.
1370-1401 : dénombrement des terres de Vindecy par Pierre de Semur.

## Politique et administration

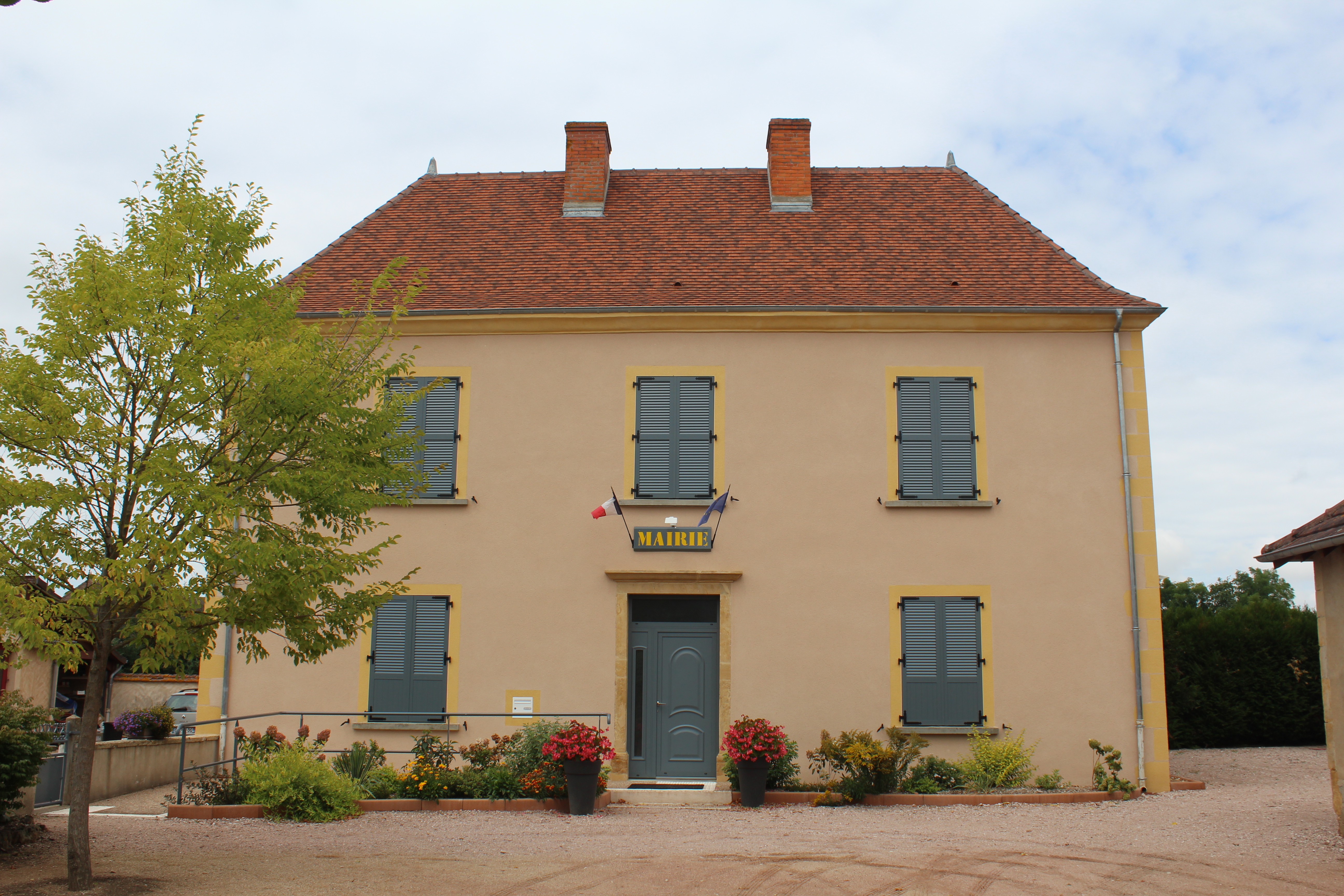
Mairie.

Vindecy, jusqu'en 2015 fut l'une des 12 communes du canton de Marcigny.
| Période                                  | Période   | Identité             | Étiquette | Qualité     |
| ---------------------------------------- | --------- | -------------------- | --------- | ----------- |
| 1887                                     | 1888      | Jean Blaise François |           |             |
| 1888                                     | 1898      | André Cozenot        |           |             |
| 1898                                     | 1899      | Antoine Matrat       |           |             |
| 1899                                     | 1900      | Louis Berger         |           |             |
| 1900                                     | 1925      | Antoine Pommier      |           |             |
| 1925                                     | 1925      | Gilbert Bordat       |           |             |
| 1925                                     | 1935      | François Cozenot     |           |             |
| 1935                                     | 1940      | Gilbert Bordat       |           |             |
| 1940                                     | 1945      | Antoine Berry        |           |             |
| 1945                                     | mars 1959 | Antoine Berry        |           |             |
| mars 1959                                | mars 1971 | Hippolyte Fournier   |           |             |
| mars 1971                                | juin 1995 | Pierre Brivet        |           |             |
| juin 1995                                | 2011      | Lucien Charrier      |           | Agriculteur |
| 2011                                     | en cours  | Lucien Demeule       |           |             |
| Les données manquantes sont à compléter. |           |                      |           |             |

## Démographie
L'évolution du nombre d'habitants est connue à travers les recensements de la population effectués dans la commune depuis 1793. Pour les communes de moins de 10 000 habitants, une enquête de recensement portant sur toute la population est réalisée tous les cinq ans, les populations de référence des années intermédiaires étant quant à elles estimées par interpolation ou extrapolation. Pour la commune, le premier recensement exhaustif entrant dans le cadre du nouveau dispositif a été réalisé en 2007.

En 2022, la commune comptait 246 habitants, en évolution de −2,38 % par rapport à 2016 (Saône-et-Loire : −1,06 %, France hors Mayotte : +2,11 %).
| 1793 | 1800 | 1806 | 1821 | 1831 | 1836 | 1841 | 1846 | 1851 |
| ---- | ---- | ---- | ---- | ---- | ---- | ---- | ---- | ---- |
| 430  | 449  | 443  | 463  | 467  | 460  | 443  | 460  | 456  |

| 1856 | 1861 | 1866 | 1872 | 1876 | 1881 | 1886 | 1891 | 1896 |
| ---- | ---- | ---- | ---- | ---- | ---- | ---- | ---- | ---- |
| 475  | 473  | 514  | 510  | 488  | 470  | 497  | 459  | 439  |

| 1901 | 1906 | 1911 | 1921 | 1926 | 1931 | 1936 | 1946 | 1954 |
| ---- | ---- | ---- | ---- | ---- | ---- | ---- | ---- | ---- |
| 425  | 427  | 419  | 366  | 395  | 363  | 359  | 357  | 364  |

| 1962 | 1968 | 1975 | 1982 | 1990 | 1999 | 2006 | 2007 | 2012 |
| ---- | ---- | ---- | ---- | ---- | ---- | ---- | ---- | ---- |
| 357  | 357  | 329  | 293  | 283  | 268  | 260  | 259  | 254  |

| 2017 | 2022 | - | - | - | - | - | - | - |
| ---- | ---- | - | - | - | - | - | - | - |
| 254  | 246  | - | - | - | - | - | - | - |

## Économie
Une station de compression de gaz naturel exploitée par la société GRTgaz est implantée sur le territoire de la commune.

## Culture locale et patrimoine

### Lieux et monuments

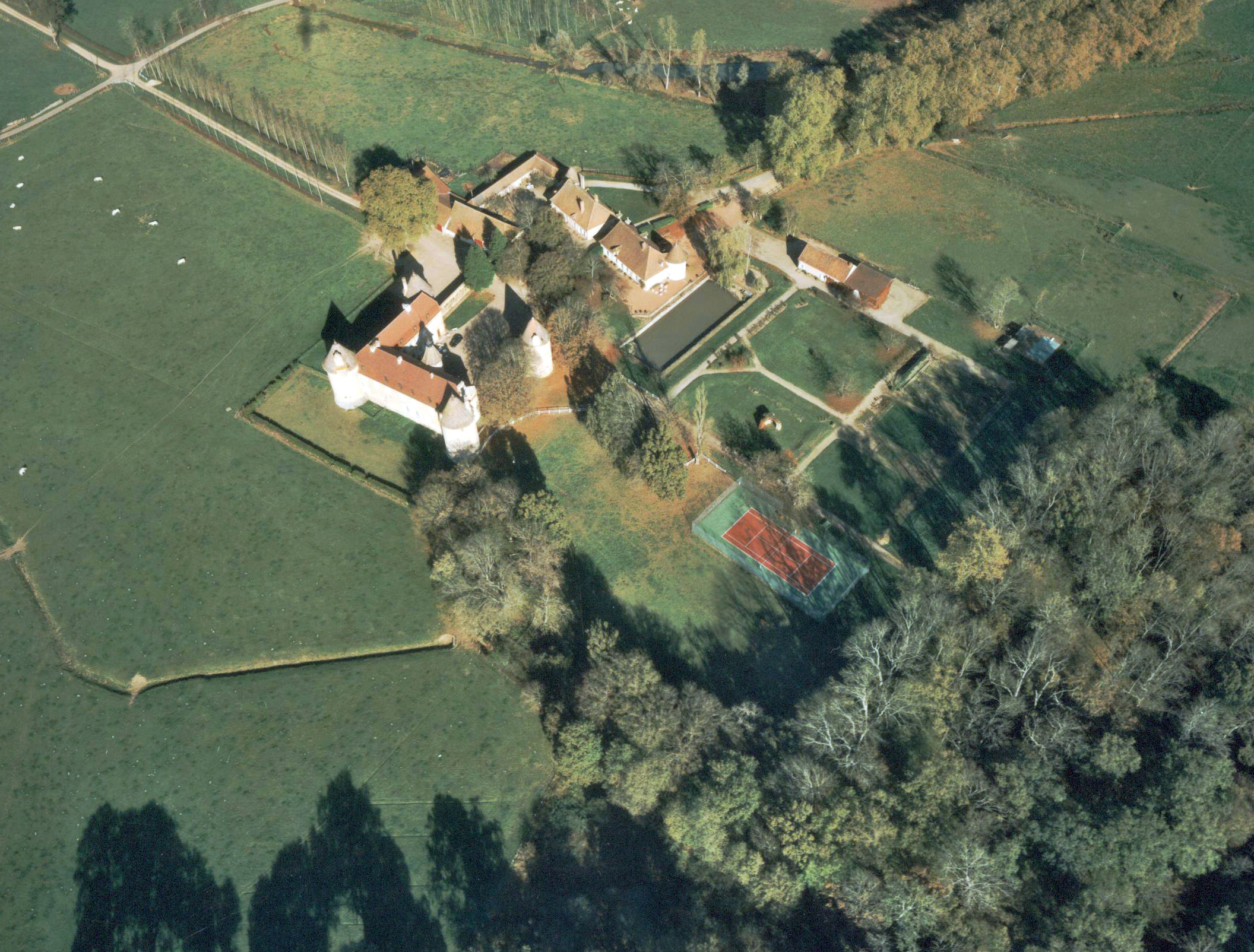
Vue aérienne du château d'Arcy.

- Le château d'Arcy, château du XIe siècle, pour lequel auraient notamment été commandées les tapisseries de la Dame à la licorne[réf. nécessaire].
- L'église Saint-Martin et le cimetière.

L'église conserve l'essentiel de sa nef romane, les maçonneries « en arêtes de poisson » (Opus Spicatum) présentes notamment au mur nord de la nef, sont là pour en témoigner. La chapelle gothique possède de magnifiques vitraux flamboyants du XVe siècle. Elle est ornée d'armoiries, qui, héraldiquement, peuvent se lire : de gueules (rouge) à la bande d'azur (bleu) chargée de croissants d'argent (blanc). On retrouve ces armoiries en divers endroits du château d'Arcy. Elles sont celles de la famille Le Viste, famille lyonnaise célèbre au Moyen Âge. Deux cloches fondues par Gédéon Morel à Lyon, l'une de 1837, l'autre non datée.
- La croix de mission (1865).
- La Loire et le pont de Bonnant.

### Héraldique
| Blason de Vindecy | Blason  | De sinople à la bande ondée abaissée d'azur et bordée d'argent, accompagnée en chef à senestre d'un bœuf arrêté du même ; au franc-quartier de gueules chargé d'une grappe de raisin pamprée et feuillée de deux pièces d'or. |
| Blason de Vindecy | Détails | Adopté par la municipalité. |

## Pour approfondir